# فدان طويل (حواف الطريق)
يعتبرالفدان الطويل أو المستراد الطويل اصطلاحًا تقليديًا يطلق على حافات الطريق الواسعة المليئة بالأعشاب. في بعض المناطق مثل أستراليا، نيوزيلندا وبعض مناطق الجزر البريطانية، غالبًا ما تُفصل الطرق القروية عن المسترادات والحقول المجاورة بواسطة كلِ من السياج الشجرية أو السياج العادية وحافة ذات حشاش واسعة. وبدلاً من ترك هذه الحافة كمراح، فإن الفلاحين يقومون بربط مواشيهم بها لتناول طعام المرعى (على هيئة حشائش) والتي دون ذلك ربما تصبح مبددة.
ومن الناحية التاريخية كانت القطعان أو المجموعات الحيوانية التي تنتقل من مكان إلى مكان ترعى الأفدنة الطويلة، سواء أثناء رحلات الانتقال الطويلة أو من حقل محلي صغير إلى آخر. وكانت الأفدنة الطويلة تقدم مصدرًا مهمًا لهذه المجموعات أو القطعان، وبالطبع كانت تشكل جزءًا مهمًا من مراعي صغار الفلاحين.
في أستراليا، الطريقة المنتشرة لإبقاء ماشية الرعي بعيدًا عن الطريق تتم من خلال استعمال الأسلاك الكهربائية القابلة للنقل والتي تظهر للماشية والمسافرين على هيئة شريط فردي أبيض.
في بعض الأحيان تم إضفاء الطابع الرسمي على استخدام الأفدنة الطويلة كمرعى. فعلى سيبل المثال في أجزاء من إنجلترا تم تسجيل بعضها باعتبار أنها أرض عامة.